# جد جد فيريز
جد جد فيريز هو مسلسل أنمي ياباني بتقنية الرسوم المتحركة الحاسوبية، من إنتاج وتأليف سوتا سوغاهارا. عُرض المسلسل على قناة طوكيو إم إكس من 12 أكتوبر 2011 حتى 28 ديسمبر 2011، و بث بالتزامن عبر كرانشي رول. عُرضت حلقة خاصة في ديسمبر 2012، وتبعتها الموسم الثاني من 9 يناير حتى 27 مارس 2013. كما عُرضت سلسلة فرعية بعنوان حفلة رجال جد جد من يناير حتى 26 مارس 2018.

## القصة
تركز السلسلة على ثلاث جنيات: بيك بيك، شير شير، وكير كير، يعشن في غابات الجنيات. رغم ضعفهن في السحر، لديهن غرفة خاصة للتدريب على استخدامه، ونافورة يمكنهن من خلالها رؤية العالم الخارجي.

## طاقم التمثيل
- بيك بيك بصوت سوزوكو ميموري

جنية بريئة بشعر وردي، غالبًا ما تشعر بالخوف من الآخرين.
- شير شير بصوت كاورو ميزوهارا

جنية نشيطة بشعر أشقر، معروفة بكسلها بعض الشيء.
- كير كير بصوت ساتومي أكيساكا

جنية عديمة المشاعر بشعر أرجواني، تطلق غازات سامة وتملك نظرة سوداوية للحياة.